# Hans Lemberg
Hans Lemberg (* 28. April 1933 in Münster; † 3. Dezember 2009 in Marburg) war ein deutscher Historiker.
Der Sohn des Soziologen Eugen Lemberg studierte Geschichte, Germanistik und Slavistik an den Universitäten Göttingen, Berlin, Marburg, Wien und Köln. Nach der Promotion 1959 bei Günther Stökl an der Universität zu Köln mit der Arbeit Die nationale Gedankenwelt der Dekabristen und der Habilitation zur osteuropäischen Geschichte wurde er 1973 Professor an der Universität Düsseldorf. Von 1981 bis zu seiner Emeritierung 1998 lehrte Lemberg als Professor für osteuropäische Geschichte an der Universität Marburg. Zu Lembergs akademischen Schülern gehören unter anderem Dittmar Dahlmann, Wolfgang Kessler, Klaus Gestwa, Joachim Hösler, Claudia Kraft und Tatjana Tönsmeyer.
Seine Forschungsschwerpunkte waren die Geschichte Osteuropas, insbesondere Böhmens, Russlands und Polens. Grundlegend wurden seine Arbeiten zur tschechoslowakischen Geschichte im 20. Jahrhundert und die von ihm mitherausgegebene Dokumentation zur Geschichte der Deutschen östlich von Oder und Neiße 1945–1950. Lemberg war von 1990 bis 1996 Präsident des Johann Gottfried Herder-Forschungsrates, Vorstandsmitglied im Herder-Institut sowie Vorsitzender der deutschen Sektion der Deutsch-Tschechischen und Deutsch-Slowakischen Historikerkommissionen. Seit 1976 gehörte er dem Collegium Carolinum an, von 1979 bis 2003 war er Vorstandsmitglied, seit 2003 Ehrenvorsitzender.
Eine akademische Gedenkveranstaltung zu Ehren Lembergs wurde im Juni 2011 vom Fachbereich Geschichte und Kulturwissenschaften der Philipps-Universität Marburg sowie vom Herder-Institut für historische Ostmitteleuropa-Forschung veranstaltet. Die Beiträge der Gedenkveranstaltung erschienen im Heft 1/2014 der Zeitschrift für Ostmitteleuropa-Forschung. 

## Schriften (Auswahl)
- Fabian Schild, Jana-Marie Theis: Schriftenverzeichnis Hans Lemberg 1985–2011. In: Zeitschrift für Ostmitteleuropa-Forschung 63 (2014), S. 96–103.

Monographien
- Die nationale Gedankenwelt der Dekabristen (= Kölner historische Abhandlungen. Bd. 7). Böhlau, Köln u. a. 1963 (Zugleich: Universität zu Köln, Dissertation, 1959).
- Mit unbestechlichem Blick ... Studien von Hans Lemberg zur Geschichte der böhmischen Länder und der Tschechoslowakei. Festgabe zu seinem 65. Geburtstag. (= Veröffentlichungen des Collegium Carolinum. Bd. 90). Hrsg. von Ferdinand Seibt u. a. Oldenbourg, München 1998, ISBN 3-486-56347-5.
- mit Margret Lemberg: Heinrich von Hanau. Ein Sohn des letzten Kurfürsten von Hessen – sein Leben, seine politische Kampfschrift und seine Zukunftskarten (= Veröffentlichungen der Historischen Kommission für Hessen. Kleine Schriften, Bd. 7). Elwert, Marburg 2003, ISBN 3-7708-1242-5.

Herausgeberschaften
- Osteuropa in Geschichte und Gegenwart. Festschrift für Günther Stökl zum 60. Geburtstag. Böhlau, Köln u. a. 1977, ISBN 3-412-05976-5.
- mit Karel Litsch, Richard Georg Patscha, György Ránki: Bildungsgeschichte, Bevölkerungsgeschichte, Gesellschaftsgeschichte in den böhmischen Ländern und in Europa. Festschrift für Jan Havránek zum 60. Geburtstag. Verlag für Geschichte und Politik, Wien 1988, ISBN 3-486-54861-1.
- Das Jahr 1919 in der Tschechoslowakei und in Ostmitteleuropa. Oldenbourg, München 1993, ISBN 3-486-55968-0.
- Ostmitteleuropa zwischen den beiden Weltkriegen (1918–1939). Stärke und Schwäche der neuen Staaten, nationale Minderheiten. Herder-Institut, Marburg 1997, ISBN 3-87969-257-2.
- mit Jan Křen, Dušan Kováč: Im geteilten Europa. Tschechen, Slowaken und Deutsche und ihre Staaten 1948–1989. Klartext, Essen 1998, ISBN 3-88474-655-3.
- Grenzen in Ostmitteleuropa im 19. und 20. Jahrhundert. Aktuelle Forschungsprobleme. Herder-Institut, Marburg 2000, ISBN 3-87969-275-0.
- mit Włodzimierz Borodziej: „Unsere Heimat ist uns ein fremdes Land geworden…“. Die Deutschen östlich von Oder und Neiße 1945–1950. Dokumente aus polnischen Archiven (= Quellen zur Geschichte und Landeskunde Ostmitteleuropas. Bde. 4/I–4/IV). 4 Bde. und 1 Karte. Herder-Institut, Marburg 2000–2004.
- Universitäten in nationaler Konkurrenz. Zur Geschichte der Prager Universitäten im 19. und 20. Jahrhundert (= Veröffentlichungen des Collegium Carolinum. Bd. 86). Oldenbourg, München 2003, ISBN 3-486-56392-0.